# 객원연구원
객원연구원(客員硏究員)은 해당 대학이나 연구소의 구성원이 아니면서 해당 시설에서 연구 및 관련 활동을 하는 사람이다.

## 같이 보기
- 교수